# Żywa
Żywa (łac. Siwa) – bogini plemienia Obodrytów Słowian połabskich. Bogini tak pojawia się jedynie tylko w Kronice Helmolda z Bozowa. Opisywał on wzmacnianie się kultu pogańskiego za czasów rządów Niklota:

Odradzał się w owych dniach po całej Słowiańszczyźnie wieloraki kult bałwanów i praktyki zabobonne. Albowiem oprócz świętych gajów i niebożąt, w które obfitowały pola i miasta, najpierwszymi i najważniejszymi byli Prowe, bóg ziemi starogardzkiej, Siwa, bogini Połabian czyli Raciborzan, i Radogost, bóg ziemi Obodrytów.

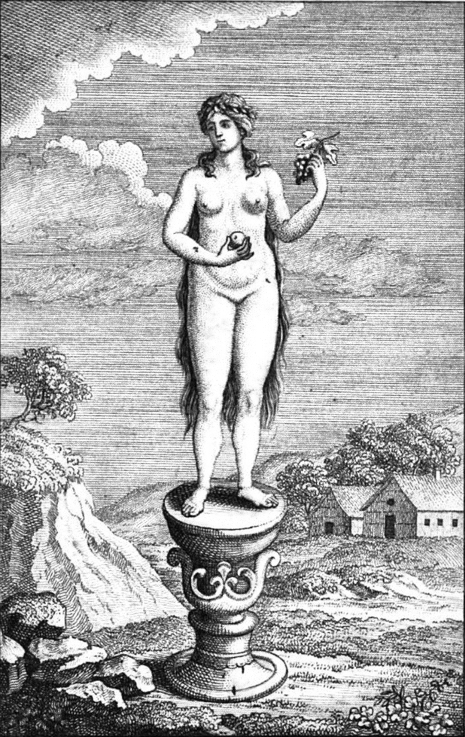
Siwa, Andriej Kajsarow, 1804

W oryginale imię zapisane jest jako Siwa (odpis kopenhaski), w późniejszych rękopisach jako Siwe (lubecki), Silue (wiedeński), Synna (szczeciński). Odpis kopenhaski, lubecki i szczeciński wskazują, że nazwa zwierała grafem w – zapis szczeciński (Synna) powstał na skutek częstej wymiany u → n i oddawał formę *Syuua, natomiast podwójne u = w, co wskazuje na pierwotną formę *Sywa. Najbardziej zniekształcony w stosunku do oryginału jest zapis wiedeński.
Badacze są zgodni co do etymologii tego teonimu. Odczytywany on jest jako słowiański przymiotnik *Živa ‘Żywa’. Żywa to także nazwa osobowa poświadczona w kilku językach słowiańskich, np. staropołabska nazwa osobowa *Živa (łac. Zive, 1336), staropolskie nazwisko Żywa (łac. Siwa, Sywa, Szywa, Szyva), starochorwackie imię Živa, bułgarskie Жива, Żiwa i inne. Pierwotnie więc teonim ten był imieniem, który następnie został przydomkiem nieznanej bogini, której cechy musiałby być związane ze znaczeniem imienia; teonim ten można rozumieć jako imię życzące, np. ‘niech będzie żywa i żyje długo’, lub charakteryzujące, np. ‘ta, która jest żywa’. Wiaczesław Iwanow i Władimir Toporow uznali Żywą za epitet bogini Mokoszy (która po chrystianizacji zachowała się w imionach połabskich).